# Hemonia simillima
Hemonia simillima är en fjärilsart som beskrevs av Rothschild 1913. Hemonia simillima ingår i släktet Hemonia och familjen björnspinnare. Inga underarter finns listade i Catalogue of Life.